# Muerte de Diana de Gales
La muerte de Diana de Gales fue un acontecimiento que tuvo lugar en las primeras horas del 31 de agosto de 1997 cuando Diana Spencer, princesa de Gales, murió a causa de las heridas producidas en un accidente automovilístico ocurrido en el interior del túnel del Alma, en París (Francia). Su compañero sentimental, Dodi Al-Fayed, y el conductor del vehículo, Henri Paul, murieron en el acto, mientras que el cuarto ocupante, el guardaespaldas Trevor Rees-Jones, logró sobrevivir pese a sufrir heridas de gravedad.
Algunos medios, como la BBC, afirmaron que la conducta errática de los paparazzi que perseguían el automóvil contribuyó al accidente. En 1999, una investigación en Francia halló que Paul, quien perdió el control del coche yendo a gran velocidad bajo los efectos del alcohol y de medicamentos con prescripción médica, era el único responsable del siniestro (Paul era jefe de seguridad del Hotel Ritz y al parecer había incitado a los paparazzi a que esperaran a Diana y Dodi fuera del hotel). Considerando que la presencia de antidepresivos y antipsicóticos en la sangre del chófer pudo haber empeorado su condición de ebriedad, en 2008 el jurado de la Operación Paget emitió un veredicto de homicidio involuntario por parte de Paul y de los paparazzi que perseguían al vehículo. Algunos medios afirmaron que Rees-Jones logró sobrevivir gracias a que llevaba puesto el cinturón de seguridad, si bien las investigaciones revelaron que ninguno de los ocupantes llevaba cinturón.
La muerte de Diana, quien tenía 36 años cuando falleció, causó una conmoción sin precedentes tanto en el Reino Unido como en todo el mundo, siendo su funeral presenciado por una audiencia estimada de 2500 millones de personas.

## Circunstancias

### Eventos previos

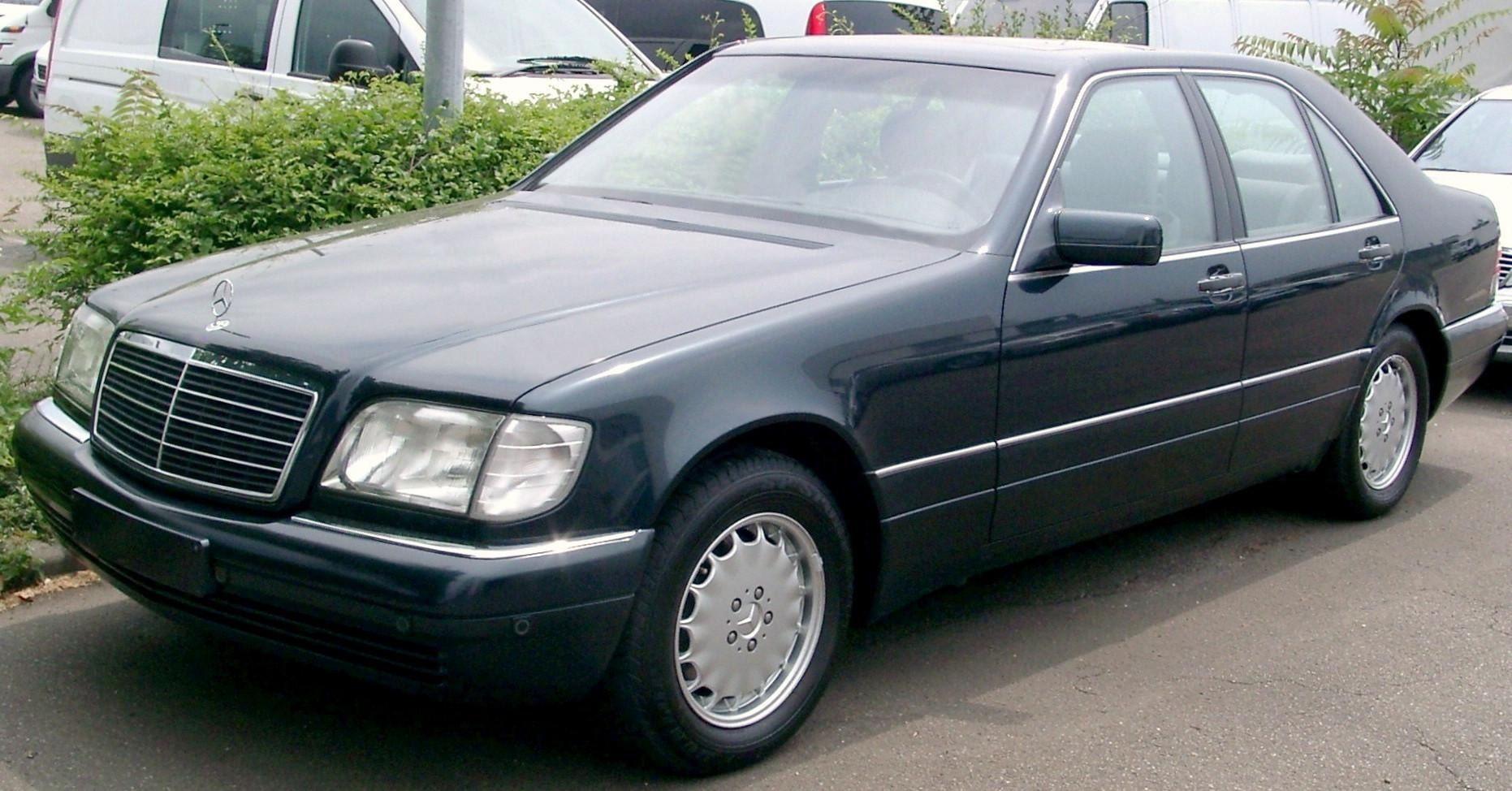
Mercedes-Benz W140, modelo similar al vehículo involucrado en el accidente.

Al mediodía del 30 de agosto de 1997, Diana y Dodi abordaron un jet privado Gulfstream IV propiedad del empresario Mohamed Al-Fayed (padre de este último) en el aeropuerto de Olbia, en Cerdeña, con el fin de viajar a París, aterrizando en el aeropuerto de Le Bourget a las 14:15 horas. La pareja decidió hacer una parada en la capital francesa antes de dirigirse a Londres y tras haber pasado nueve días a bordo del Jonikal, un yate propiedad de Al-Fayed, en las rivieras francesa e italiana. Tanto Diana como Dodi tenían pensado pasar solo una noche en París; Mohamed era dueño del Hotel Ritz y vivía en un apartamento ubicado en la rue Arsène Houssaye, a poca distancia del hotel, junto a la avenida de los Campos Elíseos. Tras llegar a la Villa Windsor (alquilada por Al-Fayed desde 1986) a las 15:47 horas para una breve visita, la princesa y Dodi se dirigieron al Ritz, a donde llegaron a las 16:30. Hacia las 17:45, Dodi acudió en coche con Trevor Rees-Jones (miembro del personal de seguridad al servicio de la familia Al-Fayed) a la joyería Repossi, ubicada a pocos metros del hotel, con intención de comprar un anillo para Diana, quien entre tanto habló por teléfono con el periodista Richard Kay desde la suite imperial del Ritz, llamando posteriormente a sus hijos, quienes se encontraban en el Castillo de Balmoral (previamente había hablado con su consejera espiritual Rita Rogers). Diana había expresado lo mucho que le gustaba un anillo que había visto días atrás en el escaparate de la joyería Repossi en Mónaco; con el fin de regalárselo a la princesa, Al-Fayed pidió que la tienda de París tuviese el anillo en cuestión para el 30 de agosto (Alberto Repossi, dueño de las joyerías, tuvo que interrumpir sus vacaciones para abrir el establecimiento). Tras describir la pieza que buscaba y ver cuatro o cinco anillos que no llegaron a convencerle, Al-Fayed salió de la tienda a las 17:50 horas llevando consigo únicamente un folleto. A las 18:20 Claude Roulet, vicepresidente del Ritz, acudió a la joyería por orden de Dodi y reparó en un anillo de la colección Dis-moi oui que llevaba puesto Angela Repossi, esposa de Alberto; Roulet llevó la joya al hotel y se la entregó a Dodi. A las 19:00 horas, Al-Fayed y la princesa abandonaron el Ritz para dirigirse al apartamento de la rue Arsène Houssaye, adonde llegaron a las 19:15. Ambos habían planeado cenar en el restaurante Chez Benoît, donde tenían una reserva para las 21:30 horas la cual finalmente se vieron obligados a cancelar debido al acoso de los reporteros, quienes aguardaban a las puertas del apartamento, del cual Diana y Dodi salieron a las 21:35. Después de acudir hacia las 22:15 horas a L’Espadon, el restaurante del Ritz, la pareja, incómoda por las miradas de los clientes, decidió cenar en su habitación. El servicio de seguridad del hotel mostró preocupación por el extraño comportamiento en el restaurante de dos clientes que tenían grandes bolsas de plástico a sus pies (la investigación revelaría con posterioridad que ambos solo eran turistas). Más tarde Dodi llamó por teléfono a su padre y le comunicó su intención de volver con Diana al apartamento, algo que el empresario le desaconsejó debido a la presencia de un gran número de fotógrafos (cerca de treinta) apostados frente al hotel.
Henri Paul, jefe de seguridad del Ritz, recibió órdenes de llevar a la pareja en un Mercedes-Benz S280 alquilado de 1994 de color negro, placa 688 LTV 75 (propiedad de Jean-François Musa, dueño de la compañía de alquiler de limusinas Étoile), con el fin de eludir a los paparazzi; un Range Rover conducido por el chófer habitual de Al-Fayed, Philippe Dourneau, abandonó el hotel en primer lugar a modo de señuelo desde la entrada principal en la plaza Vendôme, atrayendo a un gran número de fotógrafos, aunque unos pocos, advirtiendo el posible engaño, se dirigieron a la parte posterior del hotel. Poco después, alrededor de las 00:20 horas del 31 de agosto, Diana y Dodi salieron por la puerta trasera del edificio, en la rue Cambon, rumbo al apartamento de Al-Fayed; la pareja ocupó los asientos traseros, mientras que Rees-Jones se sentó en el asiento del copiloto. Siguiendo órdenes de Dodi de tomar diferentes caminos para despistar a los paparazzi que iban tras ellos, Paul, una vez abandonada la rue Cambon y después de atravesar la rue de Rivoli y la plaza de la Concordia, condujo a lo largo de la ruta Georges-Pompidou y los parques cours la Reine y cours Albert Ier (ambos en la margen derecha del río Sena) en dirección al paso subterráneo de la plaza del Alma.

### Accidente
A las 00:23 horas, Paul perdió el control del automóvil en la entrada este en el túnel del Alma, ubicado bajo el puente homónimo y compuesto de cuatro carriles divididos en grupos de dos por una serie de columnas que sirven de soporte a la estructura. El coche, el cual circulaba por el carril izquierdo de la calzada de la derecha, pasó rozando a gran velocidad el parachoques trasero de un vehículo que circulaba a 50 km/h por el carril derecho; Paul frenó durante una distancia de 19 metros, tal y como lo demostraron las marcas de neumáticos presentes en la calzada, y rozó el tercer pilar, donde se encontraron restos del faro izquierdo. Tras girar a la derecha y volver a frenar, esta vez durante más de 32 metros, el Mercedes se desvió hacia la izquierda y chocó frontalmente contra la decimotercera columna del paso subterráneo. A continuación dio un violento giro sobre sí mismo de aproximadamente 180° y golpeó la pared derecha del túnel con la parte izquierda del capó, deteniéndose en mitad del carril derecho. El impacto provocó importantes daños en el vehículo, particularmente en la parte delantera, debido a la ausencia de guardarraíl entre los pilares y la calzada. El automóvil viajaba a una velocidad estimada de 105 km/h en una zona limitada a 50 km/h, reportando varios testigos que llegaron poco después del accidente ver humo saliendo del coche (también informaron que algunos fotógrafos en motocicletas «invadieron el Mercedes sedán antes de entrar en el túnel»).

### Hechos posteriores

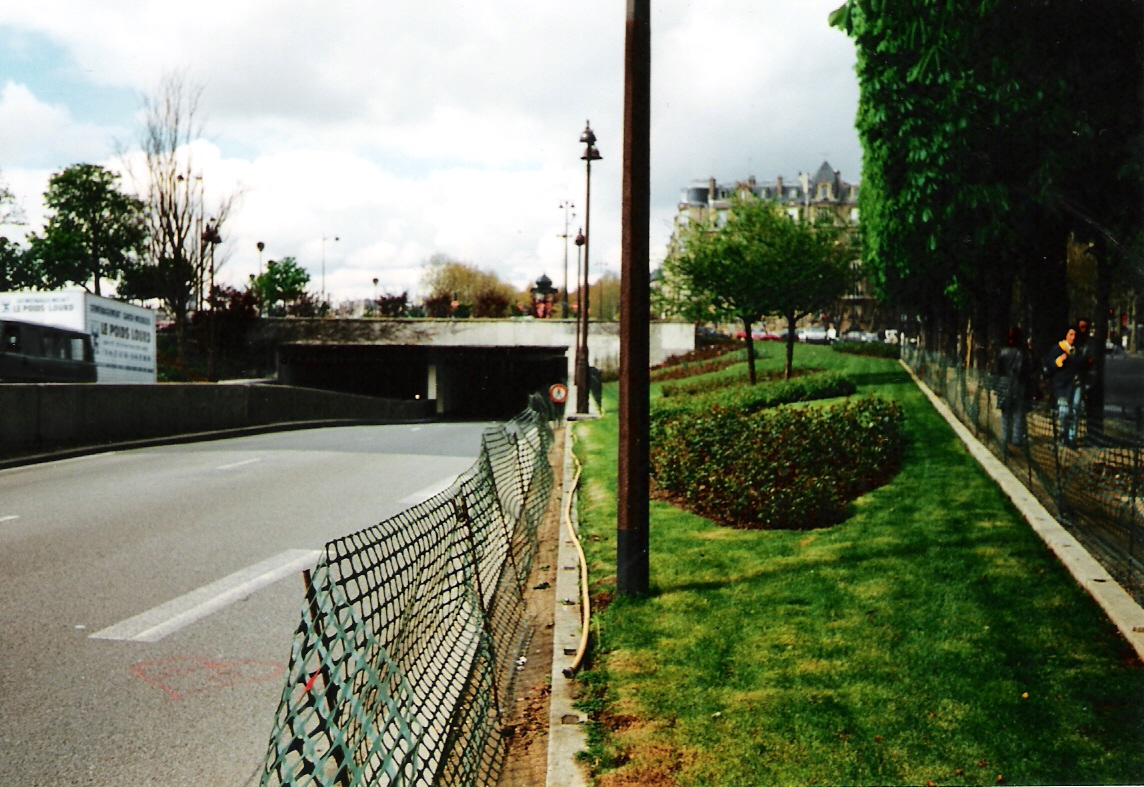
El túnel del Alma en abril de 1998.

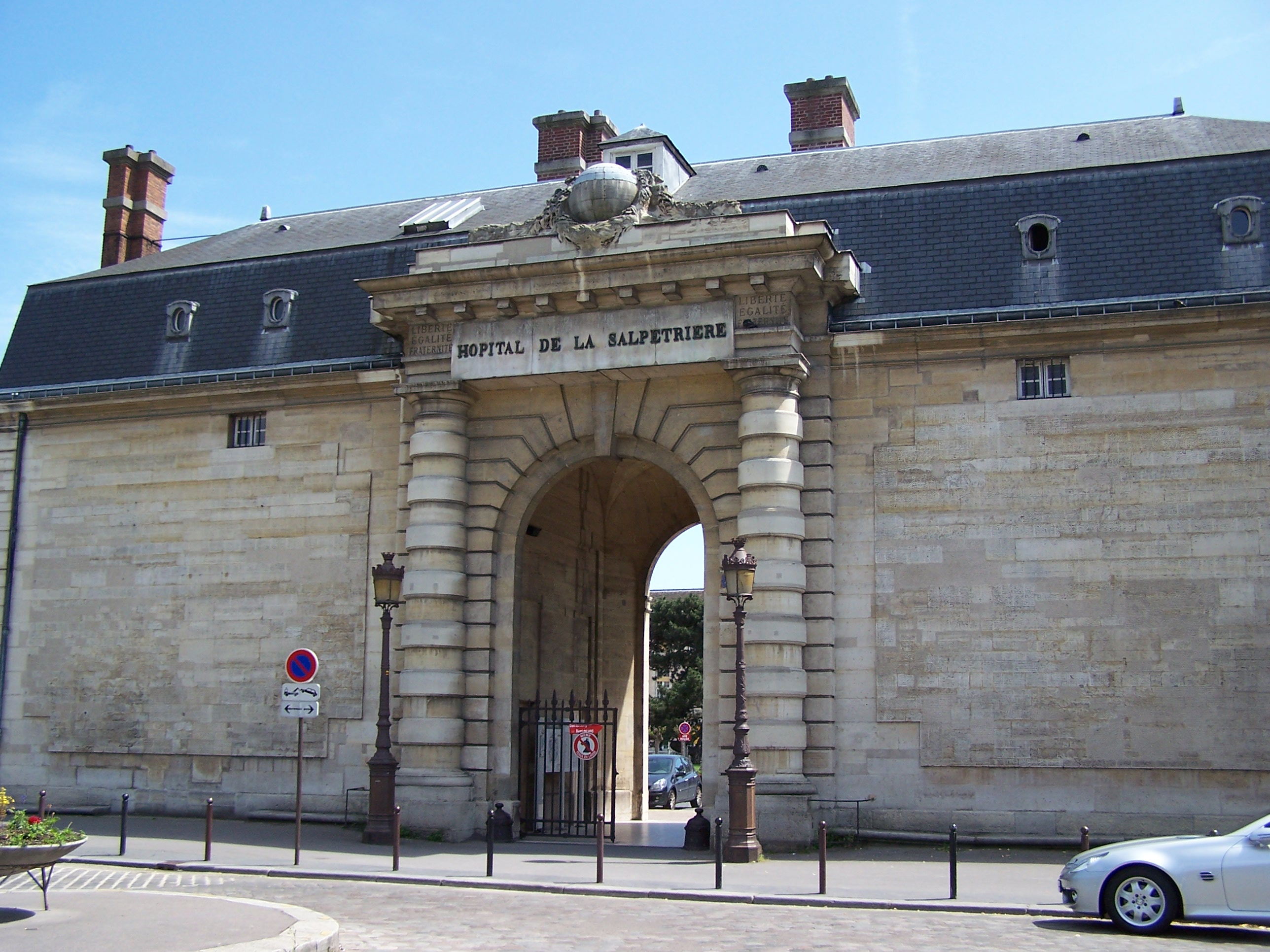
El Hospital de la Pitié-Salpêtrière en junio de 2012.

Con los cuatro ocupantes en el interior del vehículo, los paparazzi, quienes conducían a menor velocidad y a cierta distancia del automóvil, llegaron al lugar del siniestro; algunos acudieron a prestar auxilio, intentando abrir las puertas con el fin de ayudar a las víctimas, mientras que otros tomaron instantáneas. La princesa se encontraba en el suelo del coche, recostada contra el respaldo del asiento de Rees-Jones y con la espalda hacia la puerta, la barbilla hundida en el pecho, la pierna izquierda levantada sobre el asiento trasero y la derecha doblada debajo del cuerpo, sobre cuyo regazo descansaba la pierna izquierda de Dodi, deformada a causa del impacto (se especuló que al momento del accidente Diana se había agachado en el suelo del Mercedes). El primer fotógrafo en llegar a la escena, Romuald Rat, abrió la puerta y tras tomarle el pulso y comprobar que seguía con vida intentó sacarla del vehículo sin éxito debido a que su pie derecho estaba atrapado bajo un asiento, por lo que le pidió que se mantuviera consciente, informándole de que la ayuda estaba en camino. Los agentes de policía Sébastien Dorzee y Lino Gagliadorne llegaron alrededor de diez minutos después de la colisión, hacia las 00:30 horas, siendo alcanzados cinco minutos después por una de las tres ambulancias del SAMU que se desplazaron al lugar del siniestro: una ambulancia con un médico y una enfermera proveniente del Hospital Necker (también acudieron Xavier Gourmelom y Philippe Boyer, miembros de la Brigada de Bomberos de París, con el fin de sacar a los ocupantes del coche). La emisora de radio France Info reportó que uno de los fotógrafos fue agredido por varios testigos debido a la indignación causada por el hecho de que se siguiesen tomando imágenes tras el accidente, siendo cinco de los paparazzi arrestados en primer lugar y más tarde otros dos (las autoridades incautaron aproximadamente veinte rollos de película además de los vehículos de los fotógrafos). Todavía consciente, Rees-Jones sufría múltiples heridas faciales así como laceraciones en la lengua, una fractura en una muñeca y una contusión en la cabeza pese a que los airbags habían funcionado correctamente. Diana, quien ocupaba el asiento trasero derecho, también se encontraba consciente; gravemente herida, la princesa murmuró al parecer repetidas veces «oh, Dios mío», diciendo «Dios, cómo duele, cómo duele» cuando llegaron los servicios de emergencia (supuestamente, Diana susurró «dejadme en paz» después de que los fotógrafos hubiesen sido alejados del coche por la policía y justo antes de que se le colocase una mascarilla de oxígeno y perdiese el conocimiento). En junio de 2007, el documental de Channel 4 «Diana: The Witnesses in the Tunnel» informó que la primera persona en tener acceso a Diana fue un médico fuera de servicio, Frédéric Mailliez, quien pasaba casualmente por la zona. Mailliez afirmó que la princesa no presentaba heridas visibles aunque se encontraba en estado de shock circulatorio, procediendo a suministrarle oxígeno (durante este lapso de tiempo la única respuesta que se observó por parte de la princesa fueron leves parpadeos). Tras ser sacada del vehículo a la 1:00 horas y tumbada en una camilla junto al coche, Diana sufrió un paro cardiorrespiratorio, si bien su corazón volvió a latir después de ser sometida a una reanimación cardiopulmonar por parte de Gourmelon. La princesa fue introducida en una ambulancia a la 1:18 horas, abandonando el túnel a la 1:41 y llegando al Hospital de la Pitié-Salpêtrière a las 2:06. Rees-Jones fue sacado del vehículo tras ser cortado el techo del automóvil, mientras que Al-Fayed, quien ocupaba el asiento trasero izquierdo, fue declarado muerto en el lugar del siniestro a la 1:30 horas tras haber intentado los bomberos revivirlo durante casi una hora. Por su parte, Paul fue declarado muerto después de haber sido sacado del Mercedes, siendo ambos cadáveres conducidos directamente al Institut Médico-Légal (IML), una morgue en París, en vez de a un hospital. Las autopsias revelaron que Henri y Dodi sufrieron la rotura del istmo de la aorta así como fractura en la columna vertebral; en el caso de Paul la fractura se dio entre las vértebras dorsales, mientras que en el caso de Al-Fayed se dio entre las vértebras cervicales (posteriormente se descubriría que el conductor tenía un nivel de alcohol de 1,75 gramos por litro de sangre, alrededor de 3,5 veces el límite legal permitido en Francia).
La ambulancia que trasladaba a Diana circuló a baja velocidad (10 km/h) por temor a elevar su presión arterial y empeorar su condición. Durante el trayecto sufrió un paro cardiorrespiratorio al nivel del puente de Austerlitz, lo que obligó al médico que iba con ella, el doctor Jean-Marc Martino, a detener la ambulancia en un costado de la carretera para efectuar un masaje cardíaco. Poco después de llegar al hospital la princesa sufrió un shock hemorrágico seguido de otro paro cardíaco, por lo que se procedió a realizar una toracotomía de emergencia la cual reveló una grave hemorragia interna: su corazón se había desplazado al lado derecho del pecho, lo que había producido el desgarro de la arteria pulmonar y el pericardio (un primer informe policial la describió en estado de coma vígil y con lesiones en el pecho, heridas sangrantes en la cabeza y el glúteo derecho y múltiples fracturas en el brazo derecho, definiendo su condición como muy grave). Pese a las inyecciones de adrenalina, la realización de masajes cardíacos y la práctica de descargas eléctricas para hacer que el corazón volviese a latir, la princesa no pudo superar la hemorragia y murió en el hospital hacia las 4:00 horas, anunciando su deceso el ministro del Interior Jean-Pierre Chevenement y el embajador del Reino Unido en Francia Michael Jay a las 6:00 en una rueda de prensa en La Salpêtrière, mientras que los médicos Bruno Riou y Alain Pavie informaron acerca de las intervenciones llevadas a cabo para intentar salvar su vida.
Más tarde esa misma mañana, el primer ministro Lionel Jospin acudió al hospital. Alrededor de las 17:00 horas, el exesposo de Diana, el príncipe Carlos, y sus dos hermanas, Sarah y Jane, llegaron a París; los tres visitaron el hospital junto con el presidente de Francia Jacques Chirac y agradecieron a los médicos los esfuerzos realizados por salvar la vida de la princesa. El sacerdote católico Yves Clochard-Bossuet, capellán de La Salpêtrière, había administrado los últimos ritos al cadáver de Diana (consistentes en untar con su dedo pulgar la frente y las palmas de las manos de la princesa con óleo sagrado), permaneciendo cuatro horas rezando junto al cuerpo hasta la llegada de la primera dama Bernadette Chirac y el príncipe Carlos, quien se presentó junto con un ministro anglicano. El príncipe acompañó el cuerpo de Diana al Reino Unido más tarde ese día, aterrizando en RAF Northolt y siendo un grupo de portadores del Escuadrón de Color de la Reina los encargados de tranferir el féretro, cubierto con el estandarte real, a un coche fúnebre. Los restos mortales de la princesa fueron conducidos a la morgue de Hammersmith y Fulham, en Londres, para un examen post mortem más tarde ese mismo día.
Los informes iniciales establecían que el automóvil había colisionado a una velocidad de 190 km/h y que la aguja del velocímetro se había atascado en esa posición; posteriormente se anunciaría que la velocidad del vehículo era de 110 km/h. En 1999, una investigación francesa de 18 meses de duración concluiría que el Mercedes había entrado en contacto con otro coche (un Fiat Uno de color blanco) en el interior del túnel. Ni el vehículo ni quien lo conducía llegaron a ser nunca identificados, aunque se cree que el conductor pudo haber sido Le Van Thanh.
El Secretario de Estado para Relaciones Exteriores y de la Mancomunidad Robin Cook declaró que si el accidente hubiese sido causado en parte por el acoso de los paparazzi, habría sido «doblemente trágico». Así mismo, el hermano de Diana, Charles, culpó a los medios de su muerte. La investigación francesa concluyó finalmente que el accidente fue provocado por Paul, quien perdió el control del coche yendo a gran velocidad bajo los efectos del alcohol y varios medicamentos: Prozac, un antidepresivo; Noctamid, un somnífero; Tiaprida, un neuroléptico a menudo utilizado contra el alcoholismo; y Aotal, un acamprosato (todos estos fármacos recomiendan en sus prospectos no conducir en caso de consumirlos).

## Luto
El público fue invitado a firmar en un libro de condolencias en el Palacio de St. James, disponiéndose otro libro en la embajada del Reino Unido en Estados Unidos. Las 11 000 bombillas de los almacenes Harrods, propiedad de Al-Fayed, fueron apagadas, no volviendo a encenderse hasta después del funeral. A lo largo de la noche, miembros del Women's Royal Voluntary Service y del Ejército de Salvación brindaron apoyo a las personas que hacían cola en The Mall. Más de un millón de ramos de flores fueron depositados en el Palacio de Kensington, residencia de Diana, mientras que en Althorp, hogar de la familia Spencer, se pidió al público que dejase de llevar flores debido a que el volumen de visitantes y ramos en las carreteras aledañas a la propiedad empezaba a suponer una amenaza para la seguridad pública. El 7 de septiembre se anunció que las flores más frescas de la pila de ramos presente a las afueras de los jardines de Kensington, la cual tenía una profundidad de 1,5 metros en algunos puntos, sería regalada a geriátricos y hospitales, mientras que las flores marchitas serían empleadas como abono (las flores frescas, los ositos de peluche y las botellas de champán dejadas como ofrenda fueron distribuidas entre enfermos, ancianos y niños, mientras que los mensajes y poemas fueron entregados a la familia de la princesa).
Hubo algunos incidentes menores durante los días posteriores a la muerte de Diana. Un turista italiano, Fabio Piras, fue condenado a una semana de prisión el 10 de septiembre por robar uno de los ositos de peluche dejados como ofrenda entre los ramos de flores; cuando la sentencia fue reducida a una multa de £100, Piras recibió un golpe en la cara a su salida de los juzgados. Al día siguiente, dos turistas eslovacas (Maria Rigolova, profesora de secundaria de 54 años, y Agnesa Sihelska, técnica de comunicaciones de 50 años) fueron condenadas cada una a 28 días de cárcel por robar once ositos de peluche y varios ramos de flores depositados a las puertas del palacio, aunque la sentencia sería reducida a una multa de £200 para cada una.

## Funeral y entierro

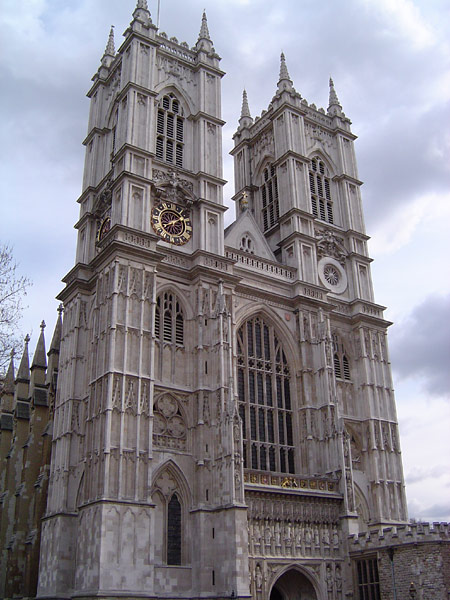
Imagen de la Abadía de Westminster, sitio donde fue enterrada Diana de gales.

En principio hubo incertidumbre sobre si Diana recibiría o no un funeral de Estado puesto que a raíz de su divorcio en 1996 había perdido el estatus de alteza real. La muerte de la princesa de Gales provocó numerosas muestras de dolor por parte del público, contando el funeral con la presencia de cerca de 3 millones de personas. A las afueras de la Abadía de Westminster, donde tuvo lugar la ceremonia, y en Hyde Park se concentraron multitudes de espectadores, quienes vieron el funeral a través de grandes pantallas instaladas para la ocasión. Entre los invitados se encontraban varios representantes de las organizaciones de caridad de las que Diana era benefactora; la primera dama de los Estados Unidos Hillary Clinton; la primera dama de Francia Bernadette Chirac; el cantante de ópera Luciano Pavarotti; y dos grandes amigos de la princesa: los cantantes George Michael y Elton John. Este último interpretó «Candle in the Wind 1997», versión reescrita de un tema de 1973 el cual dedicó a Diana (la canción terminaría convirtiéndose en el segundo sencillo más vendido de todos los tiempos). El estricto protocolo imperante en este tipo ceremonias fue ignorado cuando los invitados aplaudieron el discurso pronunciado por el conde Spencer, quien criticó duramente a la prensa e, indirectamente, a la familia real por el trato dado a su hermana. Se estima que el funeral fue visto por 31,5 millones de espectadores en Reino Unido y por 2,5 mil millones de personas en todo el mundo (el evento fue retransmitido en 200 países y en 44 idiomas). Tras el fin de la ceremonia, el ataúd fue conducido hasta Althorp por un coche fúnebre de la compañía Daimler AG. Los dolientes arrojaron flores durante casi toda la procesión fúnebre y los vehículos incluso se detuvieron en la calzada opuesta de la autopista M1 cuando pasaba la comitiva.
Diana fue enterrada en una ceremonia privada en una isla situada en medio de un lago llamado el Óvalo Redondo, en los jardines de Althorp. Vestida con un traje negro de la diseñadora Catherine Walker, entre las manos de Diana fue colocado un rosario obsequio de la Madre Teresa de Calcuta, fallecida el día anterior al funeral. El lugar está abierto al público los meses de verano, donde previo pago se puede contemplar una exposición sobre la princesa además de caminar alrededor del lago (los beneficios fueron donados al Diana, Princess of Wales Memorial Fund hasta su desaparición en 2012).

## Reacciones

### Familia real

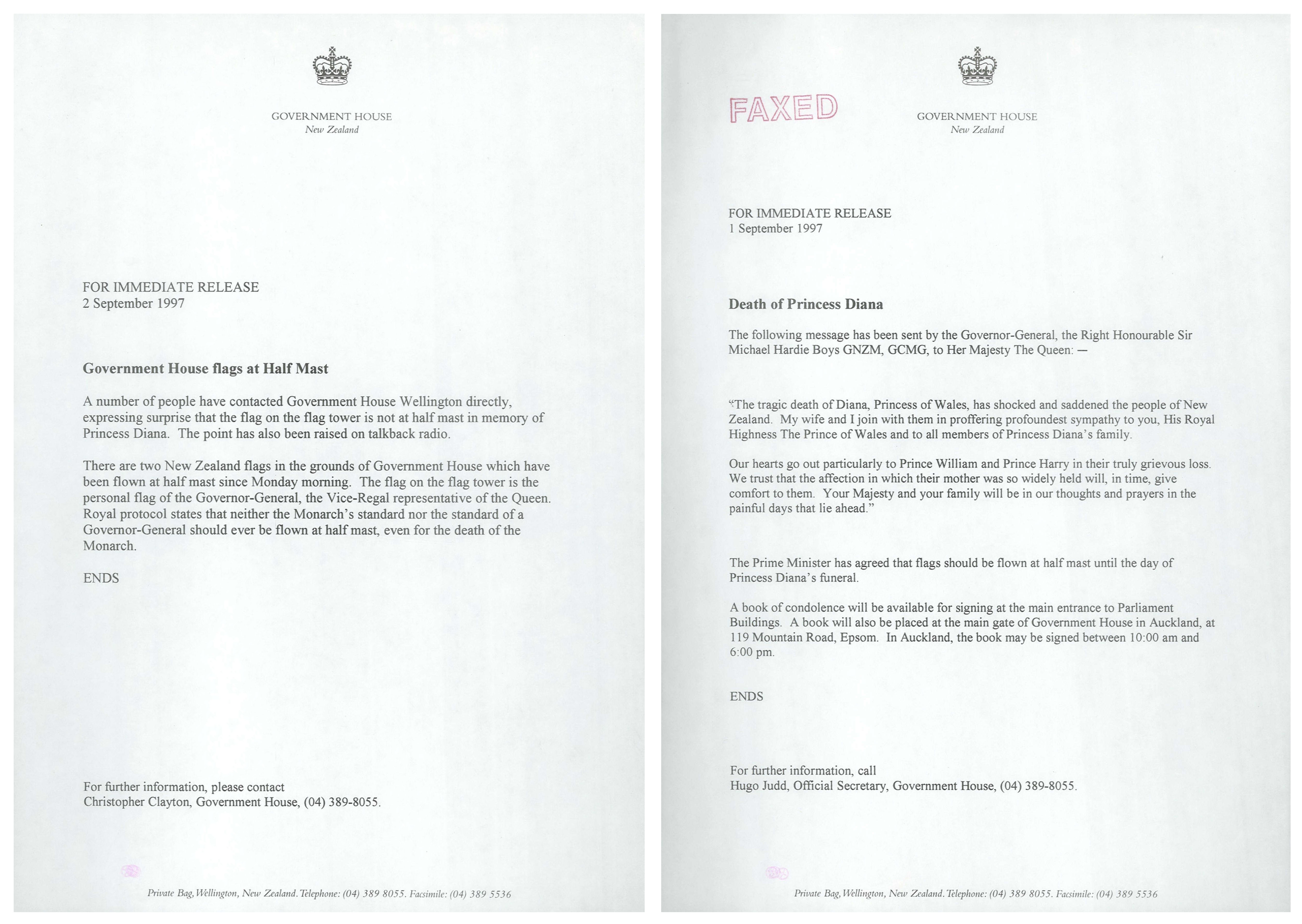
Correspondencia oficial del Gobierno de Nueva Zelanda sobre la muerte de Diana de Gales.

La reina Isabel II expresó su consternación cuando tuvo conocimiento de la muerte de Diana. Por su parte, el príncipe Carlos despertó a sus hijos y les dio la noticia del fallecimiento de su madre. Tras el anuncio del deceso de la princesa, el sitio web de la familia real retiró temporalmente todo su contenido y lo reemplazó por un fondo negro y una imagen de Diana con su nombre y fechas de nacimiento y muerte. Del mismo modo, se habilitó un libro de condolencias en línea para que el público pudiese presentar sus respetos. La mañana del 31 de agosto, la reina, el príncipe Carlos y los príncipes Guillermo y Enrique acudieron vestidos de luto a servicios oficiados en la Iglesia de Crathie, cerca del Castillo de Balmoral. Posteriormente, la familia real emitió un comunicado expresando que Carlos, Guillermo y Enrique estaban «cogiendo fuerzas» y que se sentían «profundamente conmovidos» por la «enorme gratitud» del público, quien les mostró abiertamente su apoyo. Los príncipes Andrés y Eduardo se reunieron con los dolientes a las puertas del Palacio de Kensington como medida de precaución para conocer de primera mano el estado de ánimo de la gente, visitando Eduardo el Palacio de St. James con el fin de firmar en el libro de condolencias. En su trayecto desde la Iglesia de Crathie hasta Balmoral, la reina, el príncipe Felipe, Carlos, Guillermo y Enrique contemplaron las ofrendas florales y los mensajes depositados por el público. El príncipe de Gales y sus hijos volvieron a Londres el 5 de septiembre y anunciaron una visita para admirar las ofrendas florales a las afueras del Palacio de Kensington. Por su parte, la reina, quien regresó a Londres desde Balmoral en compañía de su esposo, la reina madre y la princesa Margarita, accedió a hablar en directo en la televisión para transmitir un mensaje a la nación. Sumado a lo anterior, también acudió a ver las ofrendas florales a las puertas de Buckingham, visitó el Palacio de St. James, donde se encontraba el féretro, y saludó a la multitud que hacía cola para firmar en el libro de condolencias (el hermano de Diana y la exesposa del príncipe Andrés, Sarah Ferguson, acudieron también al palacio).
La familia real fue criticada por su firme adherencia al protocolo, siendo sus esfuerzos por proteger la privacidad de los hijos de Diana interpretados como una falta de compasión. Según la BBC:

Al mismo tiempo, la Casa de Windsor mostró lo molesta que estaba en un comunicado emitido por el secretario de prensa de la reina Geoffrey Crawford. Dijo en televisión: «La familia real ha sido herida por sugerencias de que son indiferentes al dolor del país por la trágica muerte de la princesa de Gales».

En particular, el rechazo de Buckingham a ondear la bandera a media asta provocó duros titulares en los periódicos (concretamente, The Sun publicó el siguiente mensaje: «¿Dónde está nuestra reina?¿Dónde está su bandera?»). Al respecto, la postura del palacio siguió el protocolo establecido: ninguna bandera podía ondear sobre Buckingham puesto que el estandarte real solo se muestra cuando en el interior se halla la reina, quien en ese momento se encontraba en Escocia. Por otro lado, la bandera nunca ondea a media asta debido a que es el estandarte del soberano y nunca se produce un interregno o vacante en la monarquía ya que el nuevo monarca sucede inmediatamente a su predecesor. Finalmente, como muestra de respeto, la bandera de la Unión fue ondeada a media asta a medida que la reina abandonaba la Abadía de Westminster el día del funeral. Este gesto sentó precedente, siendo la bandera mostrada posteriormente aunque la monarca no estuviese presente en el palacio.
Se produjo un desencuentro entre el príncipe Carlos y el secretario privado de la reina Robert Fellowes, barón Fellowes (cuñado de Diana). La disputa estaba relacionada con la naturaleza del funeral de la princesa, con Carlos demandando un funeral público y Fellowes defendiendo la idea de la reina de oficiar una ceremonia privada (posteriormente Buckingham emitiría un comunicado desmintiendo este hecho). También hubo discusiones entre la familia Spencer y la familia real en lo referente al restablecimiento póstumo del tratamiento de S.A.R., si bien la familia de Diana decidió que ello habría ido en contra de los deseos de la princesa, no llegando a efectuarse una oferta formal. Buckingham deseaba que Guillermo y Enrique tuviesen un papel más relevante en el funeral de su madre, si bien esto contó con la oposición del príncipe Felipe, quien declaró: «Acaban de perder a su madre, estáis hablando de ellos como si fuesen mercancías». El príncipe Enrique manifestó en 2017 que la muerte de su madre le produjo una severa depresión.

### Políticos
El primer ministro del Reino Unido Tony Blair declaró que se sentía «absolutamente devastado por la muerte de la princesa», mientras que el presidente de los Estados Unidos Bill Clinton manifestó que tanto él como su esposa estaban «profundamente entristecidos». Por su parte, Kofi Annan, Secretario General de las Naciones Unidas, afirmó que la muerte de Diana «ha robado al mundo una voz constante y comprometida para la mejora de las vidas de los niños que sufren en todo el mundo». En Australia, el vice primer ministro Tim Fischer condenó a los paparazzi por su excesiva cobertura de la vida de la princesa, alabando el presidente de Rusia Boris Yeltsin la labor humanitaria de Diana en un comunicado: «Todos conocemos la gran contribución de la princesa Diana a las obras de caridad, y no solo en Gran Bretaña». Entre los políticos que enviaron mensajes de condolencia se encontraban el primer ministro de Australia John Howard, el presidente de Sudáfrica Nelson Mandela, el primer ministro de Canadá Jean Chrétien, el primer ministro de Nueva Zelanda Jim Bolger, y el primer ministro de Israel Benjamin Netanyahu. Así mismo, la Cámara de Representantes de Australia y la Cámara de Representantes de Nueva Zelanda aprobaron mociones de condolencia parlamentarias, mientras que el Gobierno de Canadá, al igual que varias provincias, dispuso libros de condolencias en formato físico y digital en sus edificios parlamentarios y celebró servicios fúnebres a lo largo del país.
Tras su muerte, varios delegados rindieron homenaje a Diana en una conferencia internacional en Oslo celebrada para prohibir las minas terrestres puesto que la princesa era una firme defensora de la eliminación de las minas antipersona. El Tratado de Ottawa, el cual prohibió el uso de este tipo de armamento a nivel internacional, fue adoptado en Oslo en septiembre de 1997 y firmado por 122 estados en Ottawa el 3 de diciembre del mismo año, siendo la labor de la princesa descrita como influyente en la firma del tratado.

### Público
En Londres, miles de personas empezaron a llevar ramos de flores aproximadamente una hora después del anuncio de la muerte de la princesa, permaneciendo una gran multitud a las puertas del Palacio de Buckingham. La BBC ondeó sus banderas a media asta, emitiendo tanto la televisión como la radio el himno nacional, «Dios salve a la reina», en respuesta al fallecimiento de Diana, algo procedente ante la muerte de un miembro de la familia real. Por su parte, el poeta Ted Hughes publicó una elegía señalando la muerte de la princesa. Los eventos deportivos fueron a su vez reprogramados, con peticiones al director ejecutivo de la Asociación Escocesa de Fútbol de renunciar a su cargo por haber tardado en reprogramar la clasificación para la Copa del Mundo de Escocia.
En los Estados Unidos, el público se sintió conmocionado por la muerte de la princesa de Gales. En San Francisco, cerca de 14 000 personas marcharon a lo largo de la ciudad en una procesión el 5 de septiembre con el fin de rendir tributo a Diana por su labor en beneficio de los enfermos de VIH. En Los Ángeles, más de 2500 personas transformaron un campo de béisbol en un altar con velas a modo de Memorial, todo ello preparado por una organización dedicada a la lucha contra el sida. En París, miles de ciudadanos visitaron el lugar del accidente y el hospital donde murió la princesa, dejando ramos de flores, velas y mensajes (también llevaron flores e intentaron visitar el Hotel Ritz). En la víspera del funeral, 300 miembros de la comunidad británica en París tomaron parte en un servicio conmemorativo. Del mismo modo, varias víctimas de minas antipersona en Angola y Bosnia honraron a Diana en servicios separados, recalcando cómo sus esfuerzos habían ayudado a tomar conciencia sobre el daño provocado por las minas terrestres; en Bosnia, un superviviente, Jasminko Bjelic, quien conoció a Diana tres semanas antes de su muerte, dijo que la princesa «era nuestra amiga». En Egipto, país natal de Dodi, los habitantes visitaron la embajada británica para presentar sus respetos y firmar en un libro de condolencias. Muchas celebridades, entre ellas actores y cantantes, culparon a los paparazzi por la tragedia y condenaron su comportamiento.
La Madre Teresa, quien conoció a Diana pocos meses antes del accidente, expresó su dolor por lo ocurrido, llevando a cabo las Misioneras de la Caridad oraciones por la princesa. El obispo de Bradford David Smith y el Consejo para las Mezquitas de Bradford realizaron oraciones para las comunidades cristiana y musulmana respectivamente. Jonathan Sacks, barón Sacks, llevó a cabo oraciones para la comunidad judía en la sinagoga Western Marble Arch, mientras que el cardenal Basil Hume presidió una misa de difuntos en la Catedral de Westminster.

#### Impacto social y económico
Durante las cuatro semanas siguientes al funeral, la tasa de suicidios en Inglaterra y Gales aumentó en un 17% y los casos de automutilación un 44,3% comparado con la media en el mismo periodo en los cuatro años anteriores. Los investigadores sugirieron que este fenómeno fue causado por un sentimiento de identificación puesto que el perfil de los suicidas era muy similar al de Diana: el ratio de mujeres suicidas con edades comprendidas entre los 25 y los 44 años se incrementó en más de un 45%. Otro estudio reveló que el 50% de los británicos y el 27% de los estadounidenses se encontraban tan afectados por su muerte como si hubiesen perdido a alguien cercano, concluyendo que en general las mujeres estaban más efectadas que los hombres en ambos países. El estudio también demostró que los «esfuerzos caritativos» de Diana, así como su «habilidad para identificarse con la gente común» se encontraban entre los factores que provocaron que fuese admirada y respetada por el público. En las semanas posteriores a su deceso, los servicios de atención psicológica informaron de un aumento en el número de llamadas telefónicas de personas que buscaban ayuda para soportar el dolor o la angustia.
La muerte de Diana afectó en mayor medida a quienes eran mentalmente vulnerables y podían identificarse con ella como «una figura pública percibida como psicológicamente perturbada pero quien parecía haber hecho un cambio constructivo». Otra investigación describió la muerte y el funeral de la princesa como factores de estrés traumático con impactos psicológicos que podían «ser equiparados con factores estresantes tradicionales identificados en la literatura de investigación del trauma». En los días posteriores al funeral se observó un incremento del número de ingresos hospitalarios inapropiados, mientras que el número de ingresos por traumatismos descendió por al menos tres meses, mostrando un posible cambio en los hábitos a la hora de conducir. La muerte de Diana fue también vinculada con una «reducción del 30% en las llamadas a la policía y una caída del 28% en los delitos de orden público», y pese al aumento de la depresión y el estrés traumático, no se produjo un incremento significativo en el número de emergencias psiquiátricas en Edimburgo.
El dolor a nivel nacional por el fallecimiento de la princesa de Gales tuvo también efectos a nivel económico: el Centre for Economics and Business Research (CEBR) estimó que las ventas cayeron un 1% la semana del funeral. Del mismo modo, la concentración del público en el centro de Londres para ir a los palacios a rendir tributo afectó de manera adversa a la productividad, concluyendo el CEBR que el coste sería de £200 millones (el 0,1% del producto interior bruto) para el tercer cuatrimestre de 1997, si bien había expectativas de que las pérdidas fuesen compensadas con un incremento del turismo y las ventas de suvenires.

#### Recepción
Algunas personas criticaron la reacción ante la muerte de Diana en su momento calificándola de «histérica» e «irracional». En 1998, el filósofo Anthony O'Hear identificó el luto como un punto definitorio en el «sentimentalismo de Gran Bretaña», un fenómeno alimentado por los medios donde la imagen y la realidad se volvieron borrosas. Por su parte, Noel Gallagher, líder de la banda Oasis, respondió a la reacción del público con las siguientes palabras: «La mujer está muerta. Callaos. Superadlo». Estas críticas se repitieron en el décimo aniversario del accidente, cuando el periodista Jonathan Freedland de The Guardian expresó que el evento se había convertido en «un recuerdo vergonzoso, como un encabezado en un diario de un adolescente sensiblero y autocompasivo... nos morimos de vergüenza de pensarlo». En 2010, Theodore Dalrymple sugirió «sentimentalismo, tanto espontáneo como generado por la exagerada atención de los medios, que era necesario para convertir la muerte de la princesa en un acontecimiento de tal magnitud que cumplió un propósito político, uno que era inherentemente deshonesto de una forma que paralela la deshonestidad que se esconde detrás de mucho sentimentalismo en sí».
La reacciones a la muerte de la princesa fueron también criticadas por Christopher Hitchens. Su documental de 1998 «Princess Diana: The Mourning After» acusó a los medios de comunicación británicos de jugar un papel esencial a la hora de crear un culto a la personalidad nacional, indiscutible, y a veces histérico en torno a Diana cuando previamente habían sido extremadamente críticos con ella y con la monarquía después de su separación y divorcio del príncipe Carlos así como durante su romance con Dodi. Hitchens afirmó además que el público se estaba comportando de una manera irracional y que incluso muchos de los dolientes no eran conscientes de por qué estaban tristes. Así mismo, Hitchens analizó el nivel de censura contra las críticas a Diana y la monarquía, lo que le valió ser acusado por The Independent de exagerar en este aspecto. Las ventas de la revista Private Eye cayeron un tercio después de la publicación de una portada con el título «Medios a los que culpar», cuyo objetivo era criticar el repentino cambio de los medios de comunicación y la opinión pública acerca de la princesa tras su muerte de la crítica a la adulación. Los puntos de vista de Hitchens fueron apoyados con posterioridad por Freedland, quien también cuestionó la razón detrás del «arrebato de histeria colectiva» tras el accidente y describió el acontecimiento como «un episodio cuando el público británico perdió su característica frialdad y se involucró en siete días de falso sentimentalismo, azotado por los medios de comunicación, y cuya debilidad quedó demostrada cuando se desvaneció tan rápido como había aparecido». Al comparar el funeral de Diana con el de Winston Churchill, Peter Hitchens notó la «diferencia en la autodisciplina de la gente y sus actitudes» ante ambos eventos históricos, siendo el funeral de Churchill más moderado aunque «nada inglés» el de Diana.
Algunos analistas culturales discrepan unos de otros. La socióloga Deborah Lynn Steinberg señaló que muchos británicos asociaban a Diana no con la monarquía sino con un cambio social tendente a un mayor liberalismo: «No creo que fuese histeria, la pérdida de una figura pública puede ser una piedra angular para otros problemas». Carol Wallace, de la revista People, declaró que la fascinación por la muerte de la princesa de Gales estaba relacionada con «el cuento de hadas fracasando en terminar felizmente – dos veces, primero cuando se divorció y ahora que ha muerto». En la serie documental The Me You Can't See (2021), el príncipe Enrique manifestó estar sorprendido por el grado de reacción del público a la muerte de su madre, declarando que el día del funeral «estaba caminando solo y haciendo lo que se esperaba de mí, mostrando la décima parte de la emoción que todos estaban mostrando. Era mi madre, vosotros ni siquiera la conocísteis».

## Memoriales

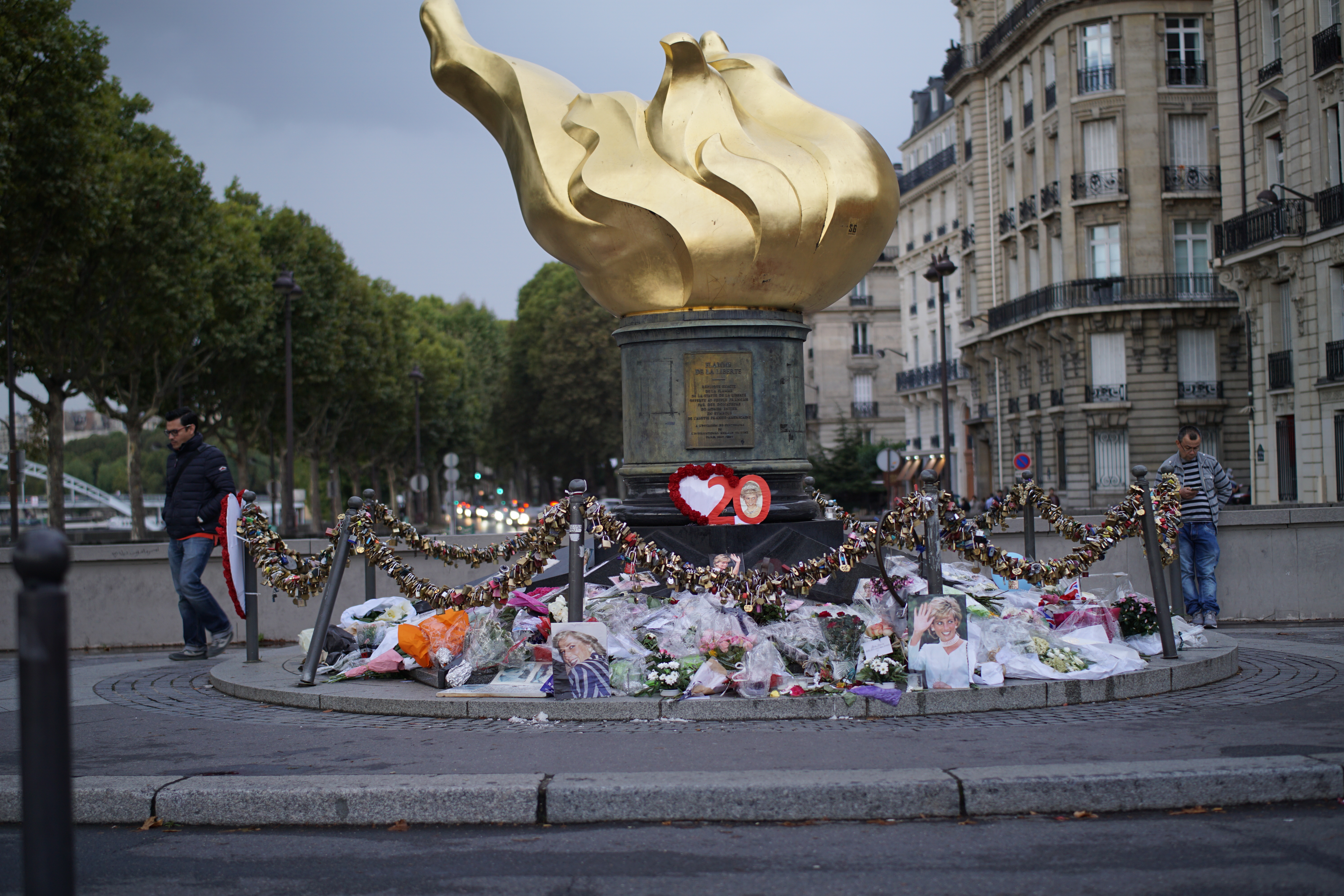
La Llama de la Libertad, memorial no oficial dedicado a Diana, el día después del 20.º aniversario de su muerte. El suelo está cubierto de flores y otros tributos y las cadenas que rodean el monumento decoradas con candados de amor.

En los años posteriores a su muerte se encargaron numerosos memoriales dedicados a Diana. A modo de memorial temporal, el público escogió la Llama de la Libertad, un monumento situado en el extremo norte del puente del Alma relacionado con la donación de la Estatua de la Libertad por parte de Francia a los Estados Unidos. Los mensajes de condolencia han sido retirados desde entonces y su uso como memorial en honor a la princesa se ha visto reducido, si bien aún se depositan mensajes en su memoria (el antropólogo Guy Lesoeurs declaró que «la mayoría de las personas que vienen aquí piensan que se construyó para ella»). Un memorial permanente, la Fuente Memorial de Diana, princesa de Gales, fue inaugurado por la reina en Hyde Park el 6 de julio de 2004.

## Investigaciones
En la ley inglesa se requiere una investigación en caso de muerte repentina o inexplicable. Antes de la investigación británica se llevó a cabo una en Francia, si bien el informe resultante, de 6000 páginas, nunca fue hecho público. El 6 de enero de 2004 se abrió una investigación en Londres dirigida por Michael Burgess, coroner de la casa de la reina; Burgess solicitó al comisario de la Policía Metropolitana John Stevens realizar indagaciones relativas a las especulaciones de que las muertes de Diana, Dodi y Henri Paul no habían sido un accidente, siendo la investigación conocida como Operación Paget y los resultados publicados en diciembre de 2006. En enero de ese año, Stevens explicó en una entrevista en GMTV que el caso era sustancialmente más complejo de lo que se creía. The Sunday Times publicó el 29 de enero de 2006 que los agentes del servicio secreto británico estaban siendo interrogados debido a que estuvieron en París al momento del accidente. Así mismo, numerosos periódicos sugirieron que estos agentes pudieron haber cambiado los análisis de sangre de Paul por otros, aunque nunca se hallaron pruebas al respecto.
La investigación sobre las muertes de Diana y Dodi fue abierta el 8 de enero de 2007, con Elizabeth Butler-Sloss como jueza investigadora de la casa de la reina para el caso de la princesa y jueza investigadora adjunta para el de Al-Fayed. Butler-Sloss tenía intención de prescindir de un jurado, si bien su decisión sería revocada por el Tribunal Superior de Justicia y la jurisdicción del coroner de la casa de la reina. El 24 de abril, Butler-Sloss abandonó el caso argumentando carecer de la experiencia necesaria para afrontar una investigación con jurado. Finalmente, Scott Baker fungiría como juez, aceptando el caso el 13 de junio en calidad de coroner para Inner West London. El 27 de julio, tras las declaraciones de los abogados de las partes interesadas, Baker publicó una lista de cuestiones que probablemente se plantearían en la investigación, muchas de las cuales habían sido tratadas con gran detalle por la Operación Paget:

1. Si un error del conductor por parte de Henri Paul causó o contribuyó a la causa de la colisión.
2. Si la capacidad de Henri Paul para conducir se vio afectada por la bebida o las drogas.
3. Si un Fiat Uno o cualquier otro vehículo causó o contribuyó a la colisión.
4. Si las acciones de los paparazzi causaron o contribuyeron a la causa de la colisión.
5. Si el trazado y la construcción de la carretera/túnel eran intrínsecamente peligrosos y, de ser así, si esto contribuyó a la colisión.
6. Si algún brillo/destello contribuyó o causó la colisión y, de ser así, su origen.
7. De quién fue la decisión de que la princesa de Gales y Dodi Al-Fayed debían salir por la entrada trasera del Ritz y de que Henri Paul debía conducir el vehículo.
8. Movimientos de Henri Paul entre las 19:00 y las 22:00 horas el 30 de agosto de 1997.
9. La explicación del dinero en posesión de Henri Paul el 30 de agosto de 1997 y en su cuenta bancaria.
10. Si Andanson, un fotógrafo que siguió a la princesa la semana anterior a su muerte, estaba en París la noche de la colisión.
11. Si la vida de Diana se habría salvado si hubiera llegado al hospital antes o si su tratamiento médico hubiese sido diferente.
12. Si Diana estaba embarazada.
13. Si Diana y Dodi Al-Fayed estaban a punto de anunciar su compromiso.
14. Si, y de ser así en qué circunstancias, la princesa de Gales temía por su vida.
15. Las circunstancias relacionadas con la compra del anillo.
16. Las circunstancias en las que el cuerpo de Diana fue embalsamado.
17. Si la evidencia de Tomlinson arroja alguna luz sobre la colisión.
18. Si el británico o cualquier otro servicio de seguridad estuvo involucrado en la colisión.
19. Si hubo algo siniestro en (i) el robo de Cherruault o (ii) el disturbio en la agencia Big Pictures
20. Si la correspondencia perteneciente a la princesa de Gales (incluida alguna del príncipe Felipe) ha desaparecido y, de ser así, las circunstancias.

La investigación judicial empezó oficialmente el 2 de octubre de 2007 con el juramento de un jurado compuesto por seis mujeres y cinco hombres. Baker llevó a cabo una extensa declaración de apertura en la cual dio las instrucciones generales al jurado y presentó las pruebas. La BBC reportó que Mohamed Al-Fayed, tras haber afirmado reiteradamente que Diana y su hijo habían sido asesinados por la familia real, criticó de inmediato la declaración de apertura, tachándola de parcial. La investigación tuvo en cuenta las pruebas de personas vinculadas a Diana y a los eventos que llevaron a su muerte, incluyendo Rees-Jones, Mohamed Al-Fayed, Paul Burrell, la madrastra de Diana y el exjefe del MI6. Baker inició su resumen al jurado el 31 de marzo de 2008: empezó manifestando que «nadie excepto ustedes y yo y, creo, los caballeros en la galería pública con Diana y Fayed pintados en su frente llegamos hasta el final de cada palabra de evidencia», concluyendo que no había «una pizca de evidencia» de que la muerte de la princesa había sido ordenada por el príncipe Felipe u organizada por los servicios de seguridad. El juez terminó su resumen el 2 de abril, tras lo cual el jurado se retiró para considerar cinco veredictos: muerte por negligencia de cualquiera o tanto de los vehículos que los perseguían como de Paul; muerte accidental o veredicto abierto. El jurado declaró el 7 de abril que la princesa había muerto por la «conducción gravemente negligente» de los paparazzi y de Paul. Los príncipes Guillermo y Enrique publicaron un comunicado en el que afirmaban «estar de acuerdo con los veredictos» y sentirse «enormemente agradecidos». Por su parte, Al-Fayed declaró que aceptaría el veredicto y «abandonaría su campaña de 10 años para probar que Diana y Dodi fueron asesinados en una conspiración».
El coste de la investigación superó los £12,5 millones; los gastos del coroner fueron de £4,5 millones mientras que los de la Policía Metropolitana ascendieron a los £8 millones. El proceso duró 6 meses y en el mismo se escucharon los testimonios de 250 testigos, siendo los costes duramente criticados en los medios.

## Demandas relacionadas
Nueve fotógrafos que habían estado persiguiendo a Diana y Dodi en 1997 fueron acusados de homicidio involuntario en Francia, si bien los cargos serían retirados en 2002.
Tres paparazzi que tomaron instantáneas momentos después del accidente sufrieron la confiscación de sus fotografías y fueron juzgados por invasión de la intimidad por el hecho de haber tomado imágenes a través de la puerta abierta del vehículo. Los fotógrafos fueron absueltos en 2003.

## Teorías conspirativas
Pese a que la investigación francesa halló que Diana había muerto a causa de un accidente, al poco tiempo comenzaron a surgir numerosas teorías conspirativas. En febrero de 1998, Mohamed Al-Fayed empezó a afirmar que el accidente era producto de una conspiración, declarando posteriormente que la muerte de la princesa y de su hijo había sido orquestada por el MI6 bajo órdenes de la familia real, aunque sus acusaciones serían rechazadas por una investigación judicial en Francia y por la Operación Paget. El 7 de abril de 2008, la investigación dirigida por el juez Baker concluyó con el jurado declarando que los fallecidos fueron víctimas de homicidio involuntario por parte de Henri Paul y los paparazzi, siendo otros factores adicionales «el deterioro del juicio del conductor del Mercedes debido al alcohol» y que «la muerte de los fallecidos fue causada o contribuyó a ella el hecho de que los fallecidos no llevaban cinturón de seguridad y por el hecho de que el Mercedes chocó contra el pilar en el túnel del Alma en vez de colisionar con otra cosa».
El 17 de agosto de 2013, Scotland Yard informó que se estaba investigando la credibilidad de un testimonio que afirmaba que Diana había sido asesinada por un miembro del ejército británico. Esta información fue finalmente declarada falsa.

## En los medios

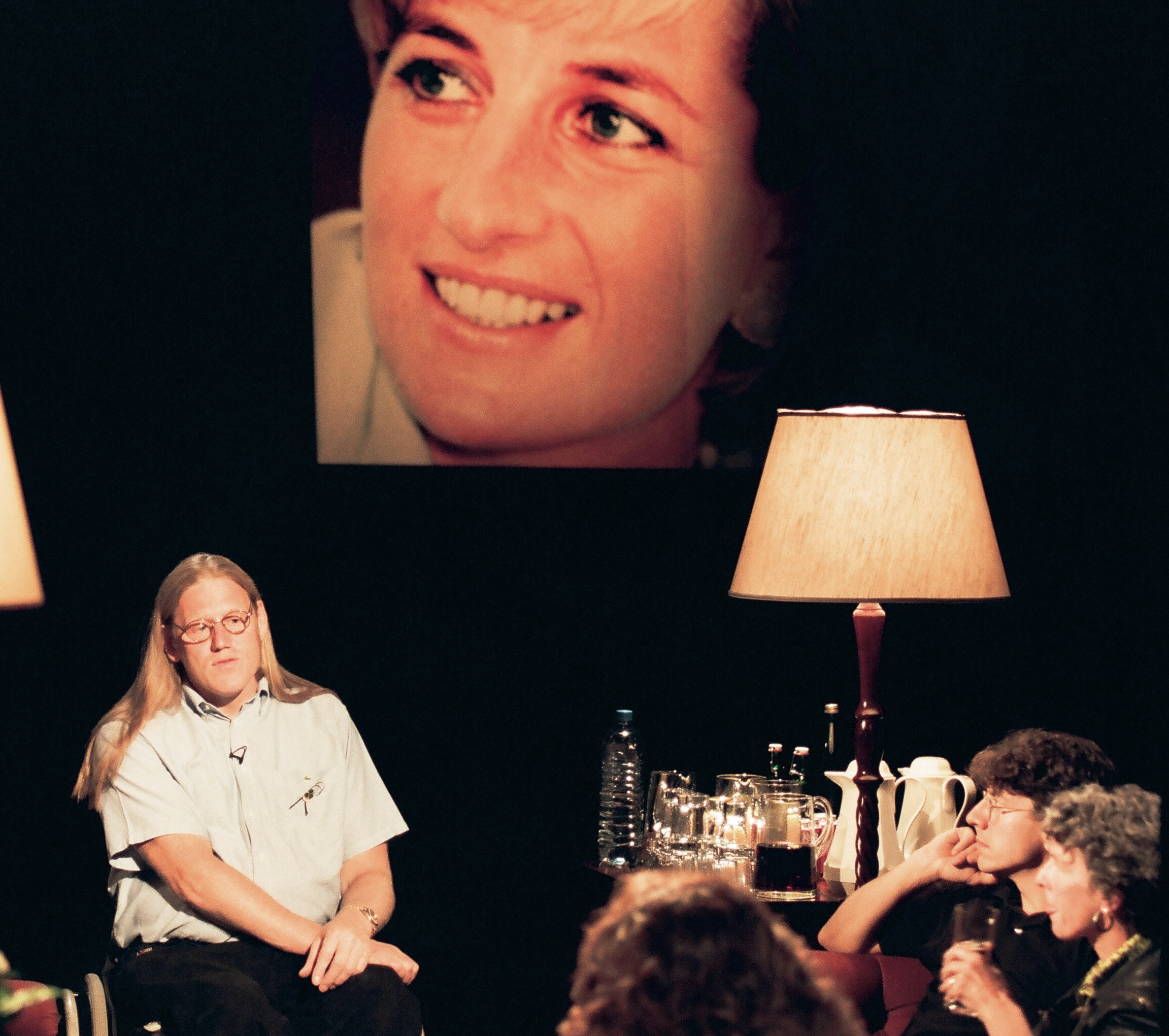
Especial del programa After Dark titulado «After Diana», retransmitido por Channel 4 el 13 de septiembre de 1997.

George Clooney arremetió públicamente contra numerosos tabloides y paparazzi tras la muerte de Diana; en respuesta, algunos de ellos boicotearon al actor, afirmando que «debía una buena parte de su fama» a los tabloides. La princesa de Gales fue situada en el tercer puesto en la encuesta 100 Greatest Britons de 2002 patrocinada por la BBC y votada por el público británico, superada por Winston Churchill (primero) e Isambard Kingdom Brunel (segundo) y superando a su vez a Charles Darwin (cuarto), William Shakespeare (quinto) e Isaac Newton (sexto). Ese mismo año, otra encuesta británica nombró la muerte de Diana como el acontecimiento más importante del país en los últimos 100 años (el historiador Nick Barrett describió el hecho como «un resultado bastante impactante»).
En 2004, la CBS mostró en uno de sus programas imágenes del accidente extraídas de un informe de 4000 páginas del Gobierno francés. Concretamente, se vieron imágenes de la parte trasera intacta y de la zona central del Mercedes, incluida una de Diana sin sangre y sin lesiones externas agachada en el suelo del vehículo y de espaldas al asiento posterior derecho, con la puerta trasera derecha completamente abierta. La publicación de estas imágenes fue mal recibida en Reino Unido, donde se consideró que la privacidad de la princesa estaba siendo violada. El Palacio de Buckingham, el primer ministro Tony Blair y el conde Spencer condenaron esta acción, mientras que la CBS se defendió argumentando que las imágenes «están situadas en un contexto periodístico – un examen del tratamiento médico dado a la princesa Diana justo después del accidente».
El 13 de julio de 2006, la revista italiana Chi publicó fotografías en las que Diana aparecía entre los restos del coche; las instantáneas fueron hechas públicas pese a una censura no oficial sobre la publicación de tales imágenes. Las fotografías, tomadas minutos después del accidente, muestran a la princesa desplomada sobre el asiento trasero mientras los paramédicos tratan de colocarle una mascarilla de oxígeno. El editor de Chi defendió a la revista afirmando que publicó dichas imágenes simplemente porque nunca antes se habían visto, sintiendo además que las mismas no eran irrespetuosas con la memoria de Diana.
The Daily Express había sido criticado por su continua y sustanciosa cobertura sobre la figura de la princesa tras su muerte. Un reportaje de 2006 en The Guardian mostró que el periódico la había mencionado en numerosas noticias recientes, con titulares como «Tal vez Diana debería haber llevado cinturón de seguridad», «Los secretos del ordenador portátil del jefe de la investigación de Diana robados», «£250 000 al año para que funcione la fuente de Diana» e «Investigación del sabotaje en el cinturón de seguridad de Diana».

### Cobertura en Internet
La muerte de la princesa de Gales ocurrió en una época en que el uso de Internet en todo el mundo estaba en auge; numerosos periódicos nacionales y al menos un periódico regional británico tenían ya entonces servicios de noticias online. BBC News había establecido cobertura en línea sobre las elecciones generales del Reino Unido de 1997, celebradas el 1 de mayo, y debido al resultado de la atención generalizada del público y los medios a causa de la muerte de Diana, creó rápidamente una página web dedicada a ofrecer cobertura mediática sobre el fallecimiento de la princesa y los eventos posteriores. La muerte de Diana ayudó a los miembros de BBC News a darse cuenta de la importancia de los servicios de noticias online, siendo un servicio muy eficiente en línea lanzado el 4 de noviembre de ese año junto con el estreno del canal BBC News 24 el 9 de noviembre.